# Anticharis imbricata
Anticharis imbricata là một loài thực vật có hoa trong họ Huyền sâm. Loài này được Schinz mô tả khoa học đầu tiên năm 1890.